# Campeonato Português de Andebol (outras categorias)
No Campeonato Português de Andebol existem cinco categorias masculinas (sénior, juniores, juvenil, iniciados e infantil). Sendo o sénior a categoria principal, também chamada de profissional, as restantes categorias são chamadas de categorias inferiores ou outras categorias. Nessas categorias são disputados torneios entre atletas que ainda não completaram idade para o ingresso na categoria sénior. As provas são organizadas pela Federação Portuguesa de Andebol.

## Andebol Masculino

### Campeões por categorias
| Época   | Juniores                 | Juvenis                  | Iniciados             | Infantis       |
| ------- | ------------------------ | ------------------------ | --------------------- | -------------- |
| 1952/53 | Benfica                  |                          |                       |                |
| 1953/54 | Não Disputada            |                          |                       |                |
| 1954/55 | Benfica 2                |                          |                       |                |
| 1955/56 | Benfica 3                |                          |                       |                |
| 1956/57 | Sporting                 |                          |                       |                |
| 1957/58 | Porto                    |                          |                       |                |
| 1958/59 | Campo de Ourique         |                          |                       |                |
| 1959/60 | Porto 2                  |                          |                       |                |
| 1960/61 | Não Disputada            |                          |                       |                |
| 1961/62 | Benfica 2                |                          |                       |                |
| 1962/63 | Não Disputada            |                          |                       |                |
| 1963/64 | Porto 3                  |                          |                       |                |
| 1964/65 | Porto 4                  |                          |                       |                |
| 1965/66 | Sporting 2               |                          |                       |                |
| 1966/67 | Os Belenenses            |                          |                       |                |
| 1967/68 | Os Belenenses 2          |                          |                       |                |
| 1968/69 | Os Belenenses 3          |                          |                       |                |
| 1969/70 | Porto 5                  |                          |                       |                |
| 1970/71 | Porto 6                  |                          |                       |                |
| 1971/72 | Os Belenenses 4          |                          |                       |                |
| 1972/73 | Sporting 3               |                          |                       |                |
| 1973/74 | Sporting 4               |                          |                       |                |
| 1974/75 | Vitória FC               |                          |                       |                |
| 1975/76 | Porto 7                  |                          |                       |                |
| 1976/77 | Porto 8                  | Atlético da Encarnação   |                       |                |
| 1977/78 | Passos Manuel            | Atlético da Encarnação 2 |                       |                |
| 1978/79 | Académica São Mamede     | Almada                   |                       |                |
| 1979/80 | Atlético da Encarnação   | Sporting                 |                       |                |
| 1980/81 | Porto 9                  | Porto                    |                       |                |
| 1981/82 | Porto 10                 | Porto 2                  |                       |                |
| 1982/83 | Desportivo de Portugal   | Gaia                     |                       |                |
| 1983/84 | Desportivo de Portugal 2 | Sismaria                 |                       |                |
| 1984/85 | Sporting 5               | Sporting 2               |                       |                |
| 1985/86 | Porto 11                 | Porto 3                  |                       |                |
| 1986/87 | Porto 12                 | Porto 4                  |                       |                |
| 1987/88 | Porto 13                 | Sporting 3               |                       |                |
| 1988/89 | Porto 14                 | ABC                      |                       |                |
| 1989/90 | ABC                      | ABC 2                    |                       |                |
| 1990/91 | Benfica 5                | Benfica                  |                       |                |
| 1991/92 | Benfica 6                | Benfica 2                |                       |                |
| 1992/93 | Sporting 6               | Ginásio de Odivelas      |                       |                |
| 1993/94 | Xico Andebol             | Benfica 3                |                       |                |
| 1994/95 | ABC 2                    | Vitória SC               |                       |                |
| 1995/96 | ABC 3                    | Braga                    | Ginásio de Odivelas   |                |
| 1996/97 | Sporting 7               | Desportivo Funchal       | Gaia                  |                |
| 1997/98 | ABC 4                    | Maia                     | Maia                  |                |
| 1998/99 | ABC 5                    | Xico Andebol             | Ginásio de Odivelas 2 |                |
| 1999/00 | ABC 6                    | Porto 5                  | ABC                   |                |
| 2000/01 | ABC 7                    | Porto 6                  | Independente Torrense |                |
| 2001/02 | Porto 15                 | São Bernardo             | ABC 2                 |                |
| 2002/03 | ABC 8                    | Passos Manuel            | São Bernardo          |                |
| 2003/04 | ABC 9                    | ABC 3                    | Porto                 |                |
| 2004/05 | Os Belenenses 5          | Benfica 4                | Passos Manuel         |                |
| 2005/06 | ABC 10                   | ABC 4                    | Xico Andebol          |                |
| 2006/07 | ABC 11                   | Xico Andebol 2           | Xico Andebol 2        |                |
| 2007/08 | São Bernardo             | ABC 5                    | Xico Andebol 3        |                |
| 2008/09 | Os Belenenses 6          | ABC 6                    | Xico Andebol 4        | ABC            |
| 2009/10 | Sporting 8               | ABC 7                    | ABC 3                 | Águas Santas   |
| 2010/11 | Sporting 9               | ABC 8                    | ABC 4                 | Xico Andebol   |
| 2011/12 | Sporting 10              | Sporting 4               | Águas Santas          | Águas Santas 2 |
| 2012/13 | Sporting 11              | Benfica 5                | Benfica               | Comp. Extinta  |
| 2013/14 | Benfica 7                | Águas Santas             | Académico FC          |                |
| 2014/15 | Sporting 12              | ABC 9                    | Porto 2               |                |
| 2015/16 | Benfica 8                | Águas Santas 2           | Águas Santas 2        |                |
| 2016/17 | Benfica 9                | Sporting 5               | Colégio Carvalhos     |                |
| 2017/18 | Benfica 10               | Sporting 6               | Águas Santas 3        |                |
| 2018/19 | Sporting 13              | ABC 10                   | Colégio Carvalhos 2   |                |
| 2019/20 | Título Não Atribuído     | Título Não Atribuído     | Título Não Atribuído  |                |
| 2020/21 | Não Disputada            | Não Disputada            | Não Disputada         |                |
| 2021/22 | Águas Santas             | Porto 7                  | Colégio Carvalhos 3   |                |
| 2022/23 | Gaia                     | Benfica 6                | Porto 3               |                |
| 2023/24 | Sporting 14              | Samora Correia           | Sporting              |                |
| 2024/25 | Porto 16                 | Sporting 7               | Águas Santas 4        |                |
| 2025/26 |                          |                          |                       |                |

### Títulos por clube
Total de títulos dos clubes, somando aqui as conquistas, em todas as respectivas categorias jovens (Juniores, Juvenis, Iniciados, Infantis):
| Clube                  | Juniores | Juvenis | Iniciados | Infantis | Total |
| ---------------------- | -------- | ------- | --------- | -------- | ----- |
| Porto                  | 16       | 7       | 3         | -        | 26    |
| ABC                    | 11       | 10      | 4         | 1        | 26    |
| Sporting               | 14       | 7       | 1         | -        | 22    |
| Benfica                | 10       | 6       | 1         | -        | 17    |
| Águas Santas           | 1        | 2       | 4         | 2        | 9     |
| Xico Andebol           | 1        | 2       | 4         | 1        | 8     |
| Os Belenenses          | 6        | -       | -         | -        | 6     |
| Atlético da Encarnação | 1        | 2       | -         | -        | 3     |
| Passos Manuel          | 1        | 1       | 1         | -        | 3     |
| São Bernardo           | 1        | 1       | 1         | -        | 3     |
| Gaia                   | 1        | 1       | 1         | -        | 3     |
| Ginásio de Odivelas    | -        | 1       | 2         | -        | 3     |
| Colégio Carvalhos      | -        | -       | 3         | -        | 3     |
| Desportivo de Portugal | 2        | -       | -         | -        | 2     |
| Maia                   | -        | 1       | 1         | -        | 2     |
| Campo de Ourique       | 1        | -       | -         | -        | 1     |
| Vitória FC             | 1        | -       | -         | -        | 1     |
| Académica São Mamede   | 1        | -       | -         | -        | 1     |
| Almada                 | -        | 1       | -         | -        | 1     |
| Sismaria               | -        | 1       | -         | -        | 1     |
| Vitória SC             | -        | 1       | -         | -        | 1     |
| Braga                  | -        | 1       | -         | -        | 1     |
| Desportivo Funchal     | -        | 1       | -         | -        | 1     |
| Samora Correia         | -        | 1       | -         | -        | 1     |
| Independente Torrense  | -        | -       | 1         | -        | 1     |
| Académico FC           | -        | -       | 1         | -        | 1     |

## Andebol Feminino
| Época   | Juniores                 | Juvenis                         | Iniciados               | Infantis      |
| ------- | ------------------------ | ------------------------------- | ----------------------- | ------------- |
| 1988/89 |                          | Desportivo Camões               |                         |               |
| 1989/90 | Desportivo Camões 2      |                                 |                         |               |
| 1990/91 | Almeida Garrett          |                                 |                         |               |
| 1991/92 | Desportivo Camões 3      |                                 |                         |               |
| 1992/93 | Almeida Garrett 2        |                                 |                         |               |
| 1993/94 | Desportivo Camões 4      |                                 |                         |               |
| 1994/95 | SIMPS                    | Gil Eanes                       |                         |               |
| 1995/96 | Colégio de Gaia          | Não Disputada                   |                         |               |
| 1996/97 | Não Disputada            | Desportivo Infante Dom Henrique |                         |               |
| 1997/98 | Não Disputada            | Desportivo Santa Joana          |                         |               |
| 1998/99 | Não Disputada            | Madeira                         |                         |               |
| 1999/00 | Não Disputada            | Madeira 2                       |                         |               |
| 2000/01 | Madeira                  | Bartolomeu Perestrelo           |                         |               |
| 2001/02 | Madeira 2                | Juventude Mar                   |                         |               |
| 2002/03 | ASSA                     | Colégio João de Barros          |                         |               |
| 2003/04 | Colégio João de Barros   | Desportivo Santa Joana 2        |                         |               |
| 2004/05 | Colégio de Gaia 2        | Desportivo Santa Joana 3        | Bartolomeu Perestrelo   |               |
| 2005/06 | Colégio João de Barros 2 | Colégio João de Barros 2        | Maiastars               |               |
| 2006/07 | Colégio João de Barros 3 | Sanjoanense                     | Maiastars 2             |               |
| 2007/08 | Colégio de Gaia 3        | Maiastars                       | Juve Lis                |               |
| 2008/09 | Colégio João de Barros 4 | Maiastars 2                     | JAC Alcanena            | Sanjoanense   |
| 2009/10 | Bartolomeu Perestrelo    | Juve Lis                        | Bartolomeu Perestrelo 2 | JAC Alcanena  |
| 2010/11 | Juve Lis                 | JAC Alcanena                    | Valongo Vouga           | Lagoa         |
| 2011/12 | Não Disputada            | JAC Alcanena 2                  | JAC Alcanena 2          | Valongo Vouga |
| 2012/13 | JAC Alcanena             | Madeira 3                       | Maiastars 3             | Comp. Extinta |
| 2013/14 | Juve Lis 2               | JAC Alcanena 3                  | Leça da Palmeira        |               |
| 2014/15 | Alpendorada              | Alavarium                       | Alavarium               |               |
| 2015/16 | Colégio de Gaia 4        | Colégio de Gaia                 | Leça da Palmeira 2      |               |
| 2016/17 | Colégio de Gaia 5        | Colégio de Gaia 2               | Leça da Palmeira 3      |               |
| 2017/18 | JAC Alcanena 2           | Leça da Palmeira                | SIMPS                   |               |
| 2018/19 | Colégio de Gaia 6        | SIMPS                           | Feirense                |               |
| 2019/20 | Título Não Atribuído     | Título Não Atribuído            | Título Não Atribuído    |               |
| 2020/21 | Não Disputada            | Não Disputada                   | Não Disputada           |               |
| 2021/22 | Gil Eanes                | Gil Eanes 2                     | Almeida Garrett         |               |
| 2022/23 | Maiastars                | Almeida Garrett 3               | Almeida Garrett 2       |               |
| 2023/24 | Não Disputada            | Alpendorada                     | Desportiva da Serra     |               |
| 2024/25 | Não Disputada            | Almeida Garrett 4               | Almeida Garrett 3       |               |
| 2025/26 |                          |                                 |                         |               |

### Títulos por clube
Total de títulos dos clubes, somando aqui as conquistas, em todas as respectivas categorias jovens (Juniores, Juvenis, Iniciados, Infantis):
| Clube                           | Juniores | Juvenis | Iniciados | Infantis | Total |
| ------------------------------- | -------- | ------- | --------- | -------- | ----- |
| Colégio de Gaia                 | 6        | 2       | -         | -        | 8     |
| JAC Alcanena                    | 2        | 3       | 2         | 1        | 8     |
| Almeida Garrett                 | -        | 4       | 3         | -        | 7     |
| Colégio João de Barros          | 4        | 2       | -         | -        | 6     |
| Maiastars                       | 1        | 2       | 3         | -        | 6     |
| Madeira                         | 2        | 3       | -         | -        | 5     |
| Juve Lis                        | 2        | 1       | 1         | -        | 4     |
| Bartolomeu Perestrelo           | 1        | 1       | 2         | -        | 4     |
| Desportivo Camões               | -        | 4       | -         | -        | 4     |
| Leça da Palmeira                | -        | 1       | 3         | -        | 4     |
| Gil Eanes                       | 1        | 2       | -         | -        | 3     |
| SIMPS                           | 1        | 1       | 1         | -        | 3     |
| Desportivo Santa Joana          | -        | 3       | -         | -        | 3     |
| Alpendorada                     | 1        | 1       | -         | -        | 2     |
| Alavarium                       | -        | 1       | 1         | -        | 2     |
| Sanjoanense                     | -        | 1       | -         | 1        | 2     |
| Valongo Vouga                   | -        | -       | 1         | 1        | 2     |
| ASSA                            | 1        | -       | -         | -        | 1     |
| Desportivo Infante Dom Henrique | -        | 1       | -         | -        | 1     |
| Juventude Mar                   | -        | 1       | -         | -        | 1     |
| Feirense                        | -        | -       | 1         | -        | 1     |
| Desportiva da Serra             | -        | -       | 1         | -        | 1     |
| Lagoa                           | -        | -       | -         | 1        | 1     |